# Жидовець (заказник)
Жидове́ць — ботанічний заказник місцевого значення в Україні. Розташований у межах Калуського району Івано-Франківської області, на захід від південної околиці міста Болехів.
Площа 41,4 га. Статус надано згідно з рішенням обласної ради від 12.03.2004 року № 350-10/2004. Перебуває у віданні ДП «Болехівський лісгосп» (Витвицьке лісництво, кв. 2).
Статус надано з метою збереження високопродуктивних насаджень бука лісового віком понад 80 років з домішкою дуба черешчатого, модрини європейської.
На території заказника розташовані ботанічні пам'ятки природи: «Еталон буково-модринового насадження» та «Еталон модринового насадження».